# Джеймі Пітерс
Джеймі Пітерс (англ. Jaime Peters, нар. 4 травня 1987, Пікерінг) — канадський футболіст, що грав на позиції півзахисника. Більшу частину кар'єри провів у англійському клубі «Іпсвіч Таун», грав у оренді в інших англійських клубах, виступав також за національну збірну Канади.

## Клубна кар'єра
Джеймі Пітерс народився 1987 року в місті Пікерінг. Розпочав займатися футболом на батьківщині, пізніше перебрався до школи німецького клубу «Кайзерслаутерн». У професійному футболі дебютував 2005 року виступами за англійську команду «Іпсвіч Таун». У 2008 році керівництво клубу відправило канадця в оренду до іншого англійського клубу «Йовіл Таун», а в 2009 році до клубу «Джиллінгем». Після повернення з оренди Пітерс грав за «Іпсвіч Таун» до 2011 року, коли керівництво клубу відправило гравця в оренду до клубу «Борнмут». Після повернення з оренди Пітерс грав у складі «Іпсвіч Таун» до 2012 року, після чого завершив виступи на футбольних полях.

## Виступи за збірні
У 2002 році Джеймі Пітерс дебютував у складі юнацької збірної Канади, загалом на юнацькому рівні взяв участь у 14 іграх, відзначившись 2 забитими голами.
Протягом 2003—2007 років Пітерс грав у складі молодіжної збірної Канади. У складі молодіжної збірної футболіст брав участь у молодіжному чемпіонаті світу 2005 року. На молодіжному рівніПітерс зіграв у 30 офіційних матчах, забив 2 голи.
У 2004 році Джеймі Пітерс дебютував у складі національної збірної Канади. У складі збірної був учасником розіграшу Золотого кубка КОНКАКАФ 2005 року, розіграшу Золотого кубка КОНКАКАФ 2009 року та розіграшу Золотого кубка КОНКАКАФ 2011 року. У складі збірної грав до 2011 року, провів у її складі 26 матчів, у яких забив 1 гол.